# What It Feels Like for a Girl
«What It Feels Like for a Girl» es el tercer y último sencillo del álbum Music de la cantante pop estadounidense Madonna, publicado el 17 de abril de 2001. El sencillo también fue publicado en formatos DVD y VHS, conteniendo el controversial video musical dirigido por Guy Ritchie. Su descripción de violencia y abuso causó que MTV prohibiera su transmisión antes de las 9pm.

## Información de la canción
«What It Feels Like for a Girl» es la canción que más se aleja del fuerte sonido electrónico que rodea la construcción del álbum Music, debido a que es la única canción en la que Madonna es acompañada por nuevos escritores y productores: Guy Sigsworth (escritor y productor) y Mark "Spike" Stent (productor). La introducción de la canción contiene unas líneas habladas por la actriz Charlotte Gainsbourg sampleados de la película The Cement Garden.
Originalmente la canción iba a ser el segundo sencillo del álbum Music, pero se terminó escogiendo a «Don't Tell Me» como segundo, pasando entonces «What It Feels Like for a Girl» a ser el tercer sencillo. Es uno de los sencillos de Madonna que más llamó la atención en todo el mundo por varias razones: por un lado una nueva incursión en el mundo latino/español grabando la versión en español de la canción a la que tituló "Lo Que Siente La Mujer". La letra de la canción bien significativa describiendo el mundo de la mujer con una dulce mirada hacia sus sentimientos. Y por último el escandaloso video musical que acompañó al sencillo, dirigido por su entonces esposo Guy Ritchie, en el que la cantante da un repentino giro centrando su temática en la violencia.
La versión en español de la canción, traducida por Alberto Ferraras, fue grabada especialmente para incluirla como lado-B del sencillo. "Lo Que Siente La Mujer" fue publicado como un sencillo promocional únicamente en Europa. Más tarde fue incluida en el doble-disco Tour Edition del álbum Music y en la versión Mexicana del álbum con algunos remixes de la canción reemplazando a "American Pie". Madonna presentó en vivo "Lo Que Siente La Mujer" en la gira Drowned World Tour en 2001, con todas sus bailarinas mujeres en el escenario e interpretando una inspirada coreografía. 
El maxisencillo contiene los remixes Above & Beyond y Paul Oakenfold Trance Remix, los cuales son muy populares en los clubes nocturnos. Además Madonna abiertamente ha comentado que la canción está dedicada a la estrella pop Britney Spears, mensaje que se entendería perfectamente hasta la presentación de los MTV Video Music Awards 2003 con el controvertido beso.
"What It Feels Like for a Girl" es una las canciones que se pueden encontrar también en el segundo álbum grandes éxitos de Madonna, titulado GHV2.

## Video musical
La canción atrajo la atención por su video musical, el cual fue estrenado por America Online, pero su transmisión fue prohibida en algunas partes del mundo. El video comienza con una Madonna, de cabello bastante rubio, saliendo de su apartamento para recoger a su abuela (según las notas del GHV2) en el Ol Kuntz Guest Home. Después de esto Madonna causa poco a poco varios daños en la calle: embiste a propósito un auto en el que viajan tres jóvenes, ataca a un hombre de negocios en un cajero automático con un aparato de electricidad, se burla de dos oficiales atacándolos con una pistola de agua luego de dañar su auto a propósito, ingresa a un campo de deportes donde tiene lugar un partido de jockey embistiendo a algunos jugadores, incendia una bomba de gasolina en una estación de servicio y, por último, termina estrellándose deliberadamente contra un poste de luz. Además se muestran varias imágenes del contexto de descontrol que Madonna pretendía mostrar: el número 666 en la puerta de su apartamento, las pastillas en la mesa, los moretones en su cuerpo y las identificaciones falsificadas. Este video fue dirigido por su exesposo, el director Guy Ritchie en febrero de 2001 y filmado en las calles Hill Street y 7th Street en Los Ángeles, California. 
Las críticas fueron devastadoras en cuanto al sentido en el que se mostraba la violencia. Recordemos que en los comienzos de los años 90, Madonna se encontraba acosada por las críticas hacia su excesiva obsesión por el sexo. Ella explicaba que no entendía cómo se escandalizaban de algo tan natural como el sexo, y permitían que la violencia lo inundara todo, tachando a la sociedad de hipócrita. Al parecer, el video utiliza el personaje interpretado por Madonna y por la anciana y la ola de destrozos que ambas causan como metáforas entrelazadas. Madonna explicó que "El video muestra a su personaje haciendo realidad una fantasía y haciendo cosas que no se permite realizar a las chicas. La protagonista es malcriada y nihilista". Además agregó que la historia "está llena de un humor irónico". A pesar de todo, tanto la MTV como VH1 censuraron este video por su contenido "demasiado violento", permitiendo su transmisión en horario restringido y durante una sola noche, aunque esto ha sido modificado en el presente. Como ya se había hecho con el video musical de "Justify My Love", Madonna aprovecha la censura de los medios y publica un Video-sencillo, aunque esta vez en formato DVD, el cual fue puesto a la venta el 17 de abril de 2001.
El video utiliza la versión remix Above & Beyond Trance Remix de la canción, la cual contiene un frenético ritmo trance repitiendo constantemente solo el estribillo de la versión original.

### Créditos del video
- Director: Guy Ritchie
- Productor: Lynn Zekanis
- Director de Fotografía: Alex Barber
- Editor: Michael Heldman
- Compañía Productora: DNA Inc.

## Controversia del Thunderpuss Remix

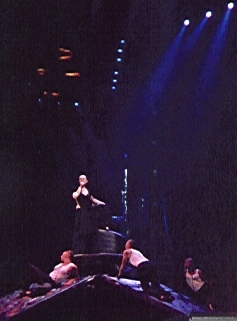
Madonna cantando la versión española de la canción, "Lo que Siente la Mujer" en su quinta gira musical Drowned World Tour bajo el segmento "Latino/Urbano".

El aclamado dúo re-mezcladores Thunderpuss fueron encargados para crear un remix de "What It Feels Like for a Girl". Sin embargo, cuando casi habían finalizado el remix, este finalmente fue rechazado porque algunas personas cambiaron el nombre de la versión original de la canción como "Thunderpuss Mix" y lo extendieron por internet. La discográfica pensó que el remix fue filtrado del estudio de grabación de Thunderpuss, después un empleado reclamó que ya había visto antes el remix de Thunderpuss rotando por internet, de manera que cancelaron el remix encargado. Barry Harrys (del dúo Thunderpuss) habló acerca de lo sucedido en una entrevista en el sitio web About.com.
Irónicamente, internet es el único medio de conseguir los remixes de Thunderpuss. Después de la publicación de los remixes oficiales, los remixes T-Puss fueron infiltrados en internet, esta vez de verdad, desde entonces no fueron publicados y el remix fue terminado de todos modos.

## "Lo Que Siente La Mujer"
Madonna grabó una versión en español titulada "Lo que siente la mujer". La canción es el lado b de "What It Feels Like for a Girl" y ha sido interpretada en la gira "Drowned World Tour".

## Formatos
Estados Unidos 2 x 12" Vinilo
- «What It Feels Like For A Girl» (Paul Oakenfold Perfecto Mix) 7:18
- «What It Feels Like For A Girl» (Richard Vission Velvet Masta Mix) 8:08
- «What It Feels Like For A Girl» (Above & Beyond 12" Club Mix) 7:27
- «What It Feels Like For A Girl» (Richard Vission Velvet Masta Edit) 3:39
- «What It Feels Like For A Girl» (Calderone & Quayle Dark Side Mix) 6:42
- «What It Feels Like For A Girl» (Tracy Young Cool Out Radio Mix) 4:45
- «What It Feels Like For A Girl» (Above & Beyond Club Radio Edit) 3:45
- «What It Feels Like For A Girl» (Tracy Young Club Mix) 8:45

Estados Unidos DVD Single
- «What It Feels Like for a Girl» (Video) 5:00

Europa 12" Vinilo
- «What It Feels Like For A Girl» (Calderone & Quayle Dark Side Mix) 6:42
- «What It Feels Like For A Girl» (Tracy Young Cool Out Radio Mix) 4:45
- «What It Feels Like For A Girl» (Richard Vission Velvet Masta Edit) 3:39

/Reino Unido/Europa 12" Remix vinilo
- «What It Feels Like For A Girl» (Above & Beyond 12" Club Mix) 7:27
- «What It Feels Like For A Girl» (Paul Oakenfold Perfecto Mix) 7:18

 Europa CD Single
- «What It Feels Like For A Girl» (Álbum Versión) 4:43
- «What It Feels Like For A Girl» (Above & Beyond Club Radio Edit) 3:45

Europa Maxi CD
- «What It Feels Like For A Girl» (Radio Edit) 4:03
- «What It Feels Like For A Girl» (Tracy Young Cool Out Radio Mix) 4:45
- «What It Feels Like For A Girl» (Calderone & Quayle Dark Side Mix) 6:42
- «What It Feels Like For A Girl» (Richard Vission Velvet Masta Edit) 3:39

Europa DVD Single
- «What It Feels Like For A Girl» (Video) 5:00
- «What It Feels Like For A Girl» (Calderone & Quayle Dark Side Mix) 6:42
- «What It Feels Like For A Girl» (Richard Vission Velvet Masta Mix) 8:08

Japón Maxi CD
- «What It Feels Like For A Girl» (Radio Edit) 4:03
- «What It Feels Like For A Girl» (Tracy Young Cool Out Radio Mix) 4:45
- «What It Feels Like For A Girl» (Calderone & Quayle Dark Side Mix) 6:42
- «What It Feels Like For A Girl» (Tracy Young Club Mix) 8:45

/Japón CD Single/Estados Unidos Maxi CD
- «What It Feels Like For A Girl» (Paul Oakenfold Perfecto Mix) 7:18
- «What It Feels Like For A Girl» (Richard Vission Velvet Masta Mix) 8:08
- «What It Feels Like For A Girl» (Calderone & Quayle Dark Side Mix) 6:42
- «What It Feels Like For A Girl» (Tracy Young Club Mix) 8:45
- «What It Feels Like For A Girl» (Above & Beyond 12" Club Mix) 7:27
- «What It Feels Like For A Girl» (Tracy Young Cool Out Radio Mix) 4:45
- «What It Feels Like For A Girl» (Richard Vission Velvet Masta Edit) 3:39
- «What It Feels Like For A Girl» (Above & Beyond Club Radio Edit) 3:45
- «Lo Que Siente La Mujer» 4:43

## Versiones oficiales
- Álbum Versión 4:45
- Radio Edit 4:04
- A capela 4:22 (Sin publicar)
- Stéphane Pompougnac Remix 4:36
- Paul Oakenfold Perfecto Mix 7:20
- Above & Beyond 12" Club Mix 7:26
- Above & Beyond Club Radio Edit 3:44
- Above & Beyond Video Remix 4:21
- Tracy Young Club Mix 8:58
- Tracy Young Instrumental 8:58 (Promocional)
- Tracy Young Cool Out Radio Mix 4:46
- Richard Vission Velvet Masta Mix 8:09
- Richard Vission Velvet Masta Edit 3:41
- Calderone & Quayle Dark Side Mix 6:44
- That Kid Chris Caligula 2001 Mix 9:48 (Promocional)
- George Best Saturday Night Mix 5:22 (Promocional)
- Thunderpuss Club Mix 11:22 (Sin publicar)
- Thunderdub 11:06 (Sin publicar)
- Thunderpuss Tribe-A-Pella 8:04 (Sin publicar)
- Thunderpuss Radio Mix 3:46 (Sin publicar)

## Posición en las listas

### Listas de popularidad
| América        |                                                    |          |
| País           | Lista                                              | Posición |
| Argentina      | Top 100 Argentina                                  | 3        |
| Brasil         | Hot 100 Singles                                    | 2        |
| Chile          | Top 20 Singles                                     | 1        |
| Canadá         | Top 50 Singles                                     | 2        |
| Estados Unidos | Billboard Hot 100                                  | 23       |
| Estados Unidos | Billboard Singles Sales                            | 9        |
| Estados Unidos | Billboard Hot Dance Club Play                      | 1        |
| Estados Unidos | Billboard Hot Dance Music/Maxi Singles Sales       | 1        |
| Estados Unidos | Billboard Top 40 Mainstream                        | 14       |
| Estados Unidos | Billboard Top 40 Tracks                            | 18       |
| Estados Unidos | Billboard Adult Top 40                             | 24       |
| Estados Unidos | Billboard Adult ContemporaryMéxico Top 100 Singles | 27       |
| México         | Top 100 Singles                                    | 25       |
| Asia           |                                                    |          |
| País           | Lista                                              | Posición |
| Japón          | Tokio Hot 100                                      | 42       |
| Europa         |                                                    |          |
| País           | Lista                                              | Posición |
| Bélgica        | Top 50 Singles Chart                               | 23       |
| Alemania       | Top 100 Singles Chart                              | 16       |
| Unión Europea  | Eurochart Hot 100 Singles                          | 8        |
| Francia        | Top 100 Singles                                    | 40       |
| Reino Unido    | UK Top 75 Singles                                  | 7        |
| Reino Unido    | Top 30 Music Video Sales                           | 1        |
| Países Bajos   | Mega Top 100 Singles                               | 16       |
| Irlanda        | Top 50 Singles                                     | 18       |
| Italia         | FIMI Singles Chart                                 | 2        |
| Suecia         | Top 60 Singles Chart                               | 22       |
| Suiza          | Top 100 Singles Chart                              | 11       |
| Oceanía        |                                                    |          |
| País           | Lista                                              | Posición |
| Nueva Zelanda  | Top 50 Singles Chart                               | 15       |
| Australia      | ARIA Top 50 Singles Chart                          | 6        |
| Mundial        |                                                    |          |
| País           | Lista                                              | Posición |
| Mundo          | Worl Chart Show Airplay (Radio)                    | 22       |

## Certificaciones
- Australia: Certificación Oro (35 000)[cita requerida]
- Reino Unido: Certificación Plata (200 000)[cita requerida]

### Pie de página
1. ↑  www.madonna-online.ch Información general de What It Feels Like for a Girl
2. ↑  www.veintitres.com (Revista Argentina) Artículo Polémicas: A La Madonna de la edición del Jueves 22 de marzo de 2001
3. ↑  «Entrevista con Barry Harrys (En inglés)». Archivado desde el original el 16 de junio de 2008. Consultado el 16 de mayo de 2008.